# فاناسليينا
فاناسليينا (بالإنجليزية: Vana-Vastseliina)‏ هي قرية تقع في إستونيا في Vastseliina Parish.